# Música popular
| Historia de la música |
| --- |
| - Música en la Historia antigua (hace 50 000 años-500 d. C.) Música en la Prehistoria Música en la Antigüedad - Música antigua (500-1600) Música medieval Música del Renacimiento - Período de la práctica común (1600-1910) Música del Barroco Música del Clasicismo Música del Romanticismo Música del impresionismo - Período moderno y contemporáneo (1910-presente) Música modernista Jazz Música popular Música contemporánea |
| Este artículo forma parte de la categoría: Historia de la música |
| Véase también: Portal:Música |

La música popular comprende un conjunto de géneros musicales que resultan atractivos para el gran público y que generalmente son distribuidos a grandes audiencias a través de la industria de la música. Esto está en contraste tanto con la música culta como con la música tradicional, las cuales normalmente se difunden por vía académica o por vía oral, respectivamente, a audiencias más minoritarias.
A diferencia de la música tradicional o folclórica, la música popular a menudo no se identifica con naciones o etnias específicas, sino que tiene un carácter internacional. Entre los géneros más representativos de la música popular de nuestro tiempo se pueden destacar el pop, el rock, el jazz, el blues y la música electrónica, entre otros. 
Otras denominaciones que recibe a veces la música popular son «música ligera» o «música pop», aunque no son muy adecuadas al tener ya otros significados más restrictivos. Por otro lado, «música popular» se ha empleado en ocasiones históricamente para referirse a lo que actualmente se conoce como música folclórica o tradicional, un uso que todavía pervive en algunos contextos. Para evitar confusión con este último sentido, a veces se emplea la expresión «música popular urbana», «música popular moderna», o simplemente «música moderna».

## Definición

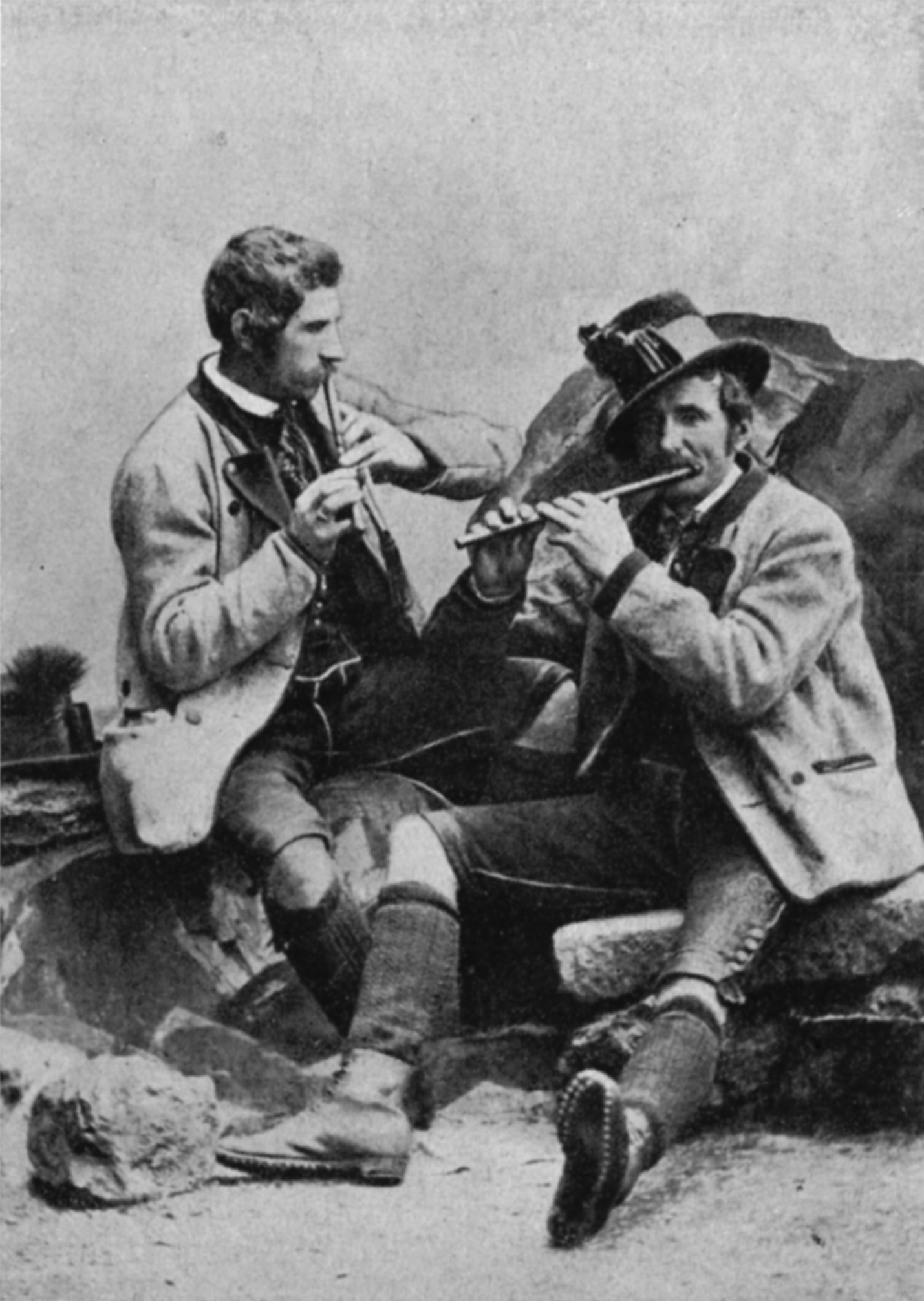
Los hermanos Steinegger, Distrito de Liezen, Estiria, 1880.

Para el musicólogo y especialista en música pop Philip Taggː
"La música popular comparte con la música folclórica la falta de marco institucional, pero tiene en común con la música culta el ser tocada y compuesta por músicos profesionales".
y define el concepto a la luz de los aspectos socioculturales y económicos:
"La música popular, a diferencia de la música culta, es concebida para ser distribuida de forma masiva, y frecuentemente a grupos grandes y socioculturalmente heterogéneos. Es distribuida y almacenada de forma no escrita. Sólo es posible en una economía monetaria industrial donde se convierte en una mercancía y, en sociedades capitalistas, sujetas a las leyes del libre mercado, según la cual idealmente debe vender lo más posible, de lo menos posible, al mayor precio posible".
Por otra parte, para Cristopher Mardorf, un enfoque común para definir la música popular es vincular su popularidad con la escala de la actividad, como la venta de partituras o grabaciones. Este enfoque tiene sin embargo el problema de que las audiciones repetidas no se cuentan, la profundidad de la respuesta no se constata, audiencias socialmente diversas son tratadas como un mercado conjunto y no hay diferenciación entre los estilos musicales.
Otra forma de definir la música popular es vincular su popularidad con los medios de difusión correspondientes. Sin embargo, todo tipo de música, desde el folk hasta lo más vanguardista, están sujetos a la mediación de medios de masas. 
Y un tercer enfoque para definir la música popular es sobre la base de un grupo social, ya sea una audiencia masiva o una clase social particular (lo más a menudo, aunque no siempre, la clase obrera), un enfoque que es también problemático porque las estructuras sociales no pueden ser simplemente sobrepuestas sobre estilos musicales. 
Estos tres enfoques son muy parciales y estáticos también. Además, la comprensión de la música popular ha cambiado con el tiempo.

## Historia

### Orígenes

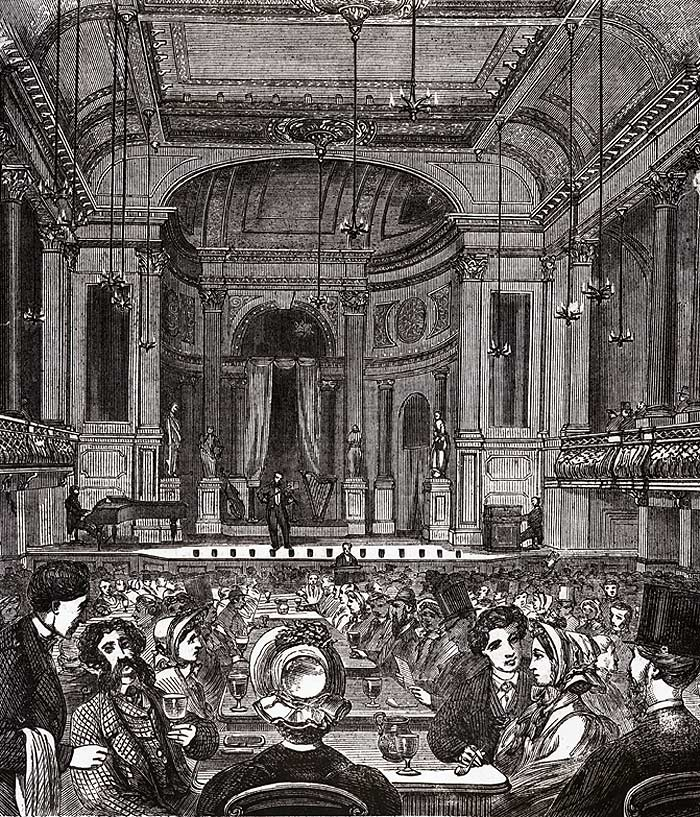
El Music Hall de Oxford (hacia 1875).

Hasta finales del siglo XVIII, en Europa, las dos grandes corrientes musicales que había eran la que actualmente conocemos como música clásica, de tradición escrita y vinculada a la aristocracia, y la música folclórica (por entonces música popular), de tradición oral y vinculada a una población fundamentalmente rural.
Esta dualidad artística, que no hacía sino reflejar la clara división social y cultural del público, empezará a cambiar con el desarrollo de la Revolución Industrial. En países como Reino Unido y Francia, el crecimiento de las ciudades, la burguesía y el florecimiento de una clase media urbana interesada en la cultura, promueven la aparición de espectáculos músico-teatrales dirigidos a este público. Estos espectáculos se representarán de forma regular en lugares como las tabernas, jardines y salones de baile de Londres, o los teatros y los café-concert de París, y serán el caldo de cultivo para la creación y divulgación de canciones y otras composiciones que irán conformando una nueva corriente, la música popular urbana. Los primeros espectáculos de este tipo son el ballad opera y el music hall en el Reino Unido, el teatro de variedades y el vaudeville en Francia, y un tiempo después el minstrel show en EE. UU. A estos se sumarían en las siguientes décadas nuevos formatos de espectáculos de variedades como el cabaret, la revista, el burlesque, etc.

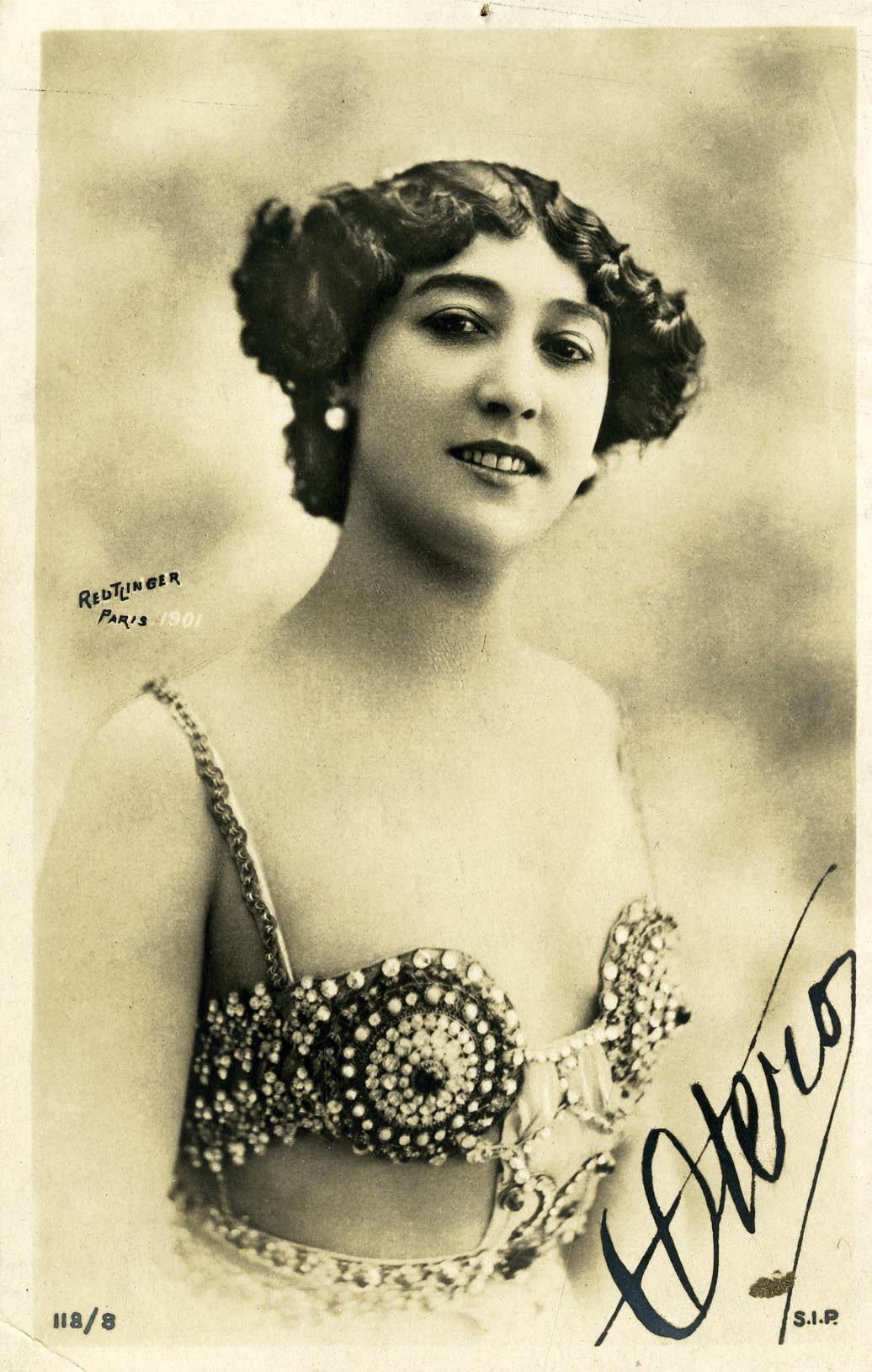
La Bella Otero, bailarina, cantante y actriz de la Belle Époque francesa.

Junto a este desarrollo del mundo del espectáculo se produce también un progresivo acercamiento de la música a los hogares de la gente, basado por un lado en el abaratamiento de los instrumentos musicales, y por otro en una disponibilidad cada vez mayor de partituras creadas para el consumo doméstico. Este nuevo mercado permitió que muchos compositores, que en épocas anteriores sólo podían trabajar bajo el encargo de una institución religiosa o como empleados de una corte o un importante mecenas, pudieran ahora convertirse en profesionales liberales. Sus creaciones serán comercializadas por editoras musicales que se encargarán también de tutelar los derechos de la composición. Ejemplos de estas creaciones se pueden encontrar en los lieder alemanes de Schumann o las canzonette italianas de Donizetti, para voz y piano, en las cuales hay a menudo una estructura similar a la de muchas canciones pop modernas. Un fenómeno similar ocurre en EE. UU. con la industria musical del Tin Pan Alley —con fuertes raíces en folclore angloamericano— y su autor más conocido, Stephen Foster.
Por último, en la segunda mitad del siglo XIX también cobra fuerza la ópera ligera u opereta, primero en París (con figuras como Jacques Offenbach y su popular cancán), después en Viena (de donde surgieron los famosos valses de los Strauss) y Londres. En España también se practicó el género de la opereta, bajo el nombre de zarzuela.

### SigloXX
Aunque los estilos de música popular del XIX seguirán teniendo vigencia durante el siglo XX (especialmente en la primera mitad), el nuevo siglo se va a ver sacudido por dos grandes movimientos musicales de repercusión internacional: el jazz (en la primera mitad del siglo) y el rock (en la segunda mitad). Ambos tienen su origen en EE. UU. y ambos están fuertemente influidos por la música de la población negra.

#### El jazz
A comienzos de siglo XX, en EE. UU., empiezan a difundirse entre la población urbana diversos géneros musicales derivados de las tradiciones populares de los africanos que habían llegado como esclavos al continente, influidas ahora por las tradiciones musicales blancas.
Nacen y adquieren notoriedad de este modo el ragtime, el blues urbano (derivado del blues primitivo que era cantado en el rural), y finalmente, el jazz, que combinaba la música de banda y de desfiles que venía sonando sobre todo en Nueva Orleáns, con fuertes dosis de improvisación y con particulares características rítmicas y estilísticas.

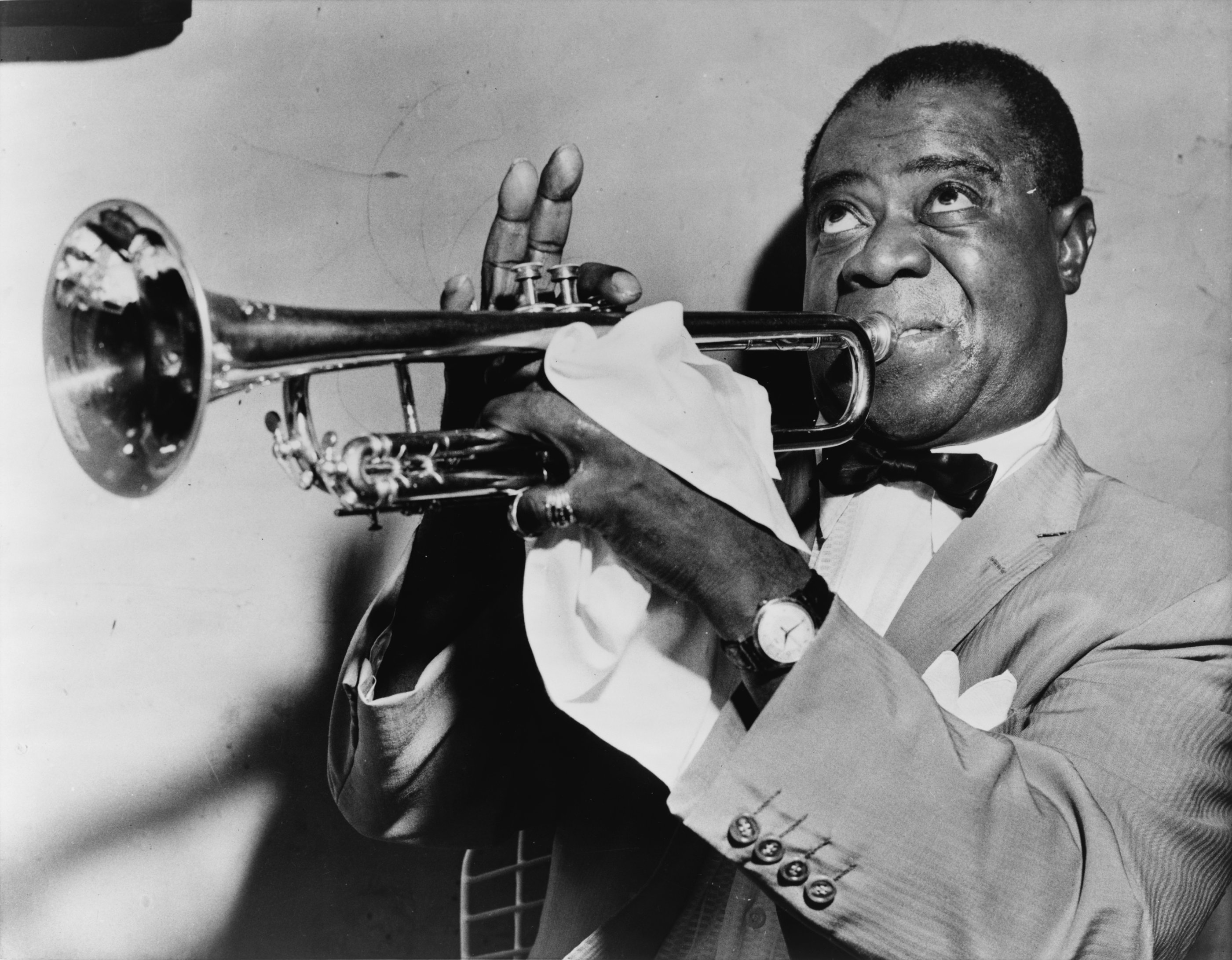
Louis Armstrong, cantante, trompetista y compositor de jazz.

La invención del fonógrafo primero, y de la radio después, permiten una difusión sin precedentes de estos nuevos géneros musicales, que eran a menudo interpretados por músicos autodidactas mucho más ligados a una tradición musical que no a la literatura musical. Este hecho, el origen no europeo de los intérpretes, y el citado recurso a la improvisación, contribuyeron a crear una música de gran frescura y vitalidad. Al contrario de aquello que había sucedido tantas veces en la historia de la música, la tecnología ofrecía ahora a una música popular fundada más sobre la práctica que sobre la escritura, la oportunidad de ser trasmitida y heredada en vez de ser olvidada.
La música jazz continuó desarrollándose durante todo el siglo XX, llegando a ser una música de gran consumo en los años 20, 30 y 40, principalmente en América, pero también en Europa. Especial popularidad alcanzó el estilo del swing, de la mano de compositores y directores de orquesta como Benny Goodman o Glenn Miller. Al mismo tiempo, la canción popular norteamericana (en voces como la de Bing Crosby y más tarde Ella Fitzgerald o Frank Sinatra) se vio fuertemente influida por las aportaciones estilísticas del jazz. Esta influencia alcanzaría más tarde también al rock, a través del rhythm and blues. A partir de los años 40 y 50, junto al declive de las formas más populares de jazz, empezaron a surgir subgéneros más complejos y disonantes (como el bebop, el cool jazz o el free jazz), que hicieron que el género jazzístico se fuera volviendo una "música para músicos" y para entusiastas (cuando no para élites). No obstante, los viejos clásicos del jazz no desaparecerían ya nunca del repertorio popular, convirtiendo a este género en una de las mayores aportaciones musicales del nuevo continente.

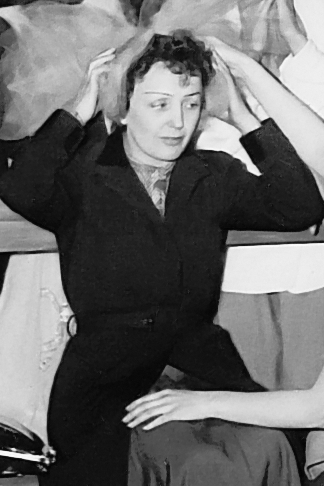
Édith Piaf, popular intérprete de canción francesa.

#### La canción ligera
Los estilos de la música popular occidental del siglo XIX, que se nutrieron tanto de fuentes cultas como folclóricas, siguieron su desarrollo en el siglo XX paralelamente a la aparición de las nuevas corrientes como el jazz, el rock, o los nuevos géneros americanos. 
Hasta la década de 1960, en el terreno vocal prevaleció la canción ligera popularizada por los espectáculos de variedades y por los comienzos de la radio y del cine sonoro, conservando ciertos caracteres propios en cada país. Así ocurrió con el pop tradicional estadounidense (con creaciones de Cole Porter, George Gershwin o Irving Berlin), la canción francesa o "chanson" (con artistas como Edith Piaf o Jacques Brel), la canción italiana (donde destaca la canción napolitana, con Renato Carosone) o la canción alemana (representada por el Kabarett y el Schlager). Igualmente sucede en España con la canción española, cuyo género más representativo es primero el cuplé y después la copla (con figuras como Concha Piquer, Antonio Molina y posteriormente Lola Flores o Rocío Jurado). Argentina por su parte exportó géneros como el tango (con Carlos Gardel).
En la segunda mitad del siglo los espectáculos de variedades entran en franca decadencia, y aunque la canción ligera seguirá gozando de notable popularidad hasta nuestros días, irá cediendo terreno —sobre todo entre la gente joven— ante el avance de la moderna música pop/rock, de la cual recibirá una considerable influencia llegando incluso a confundirse con ella. El resultado de esa influencia es el género conocido como canción melódica, representada en el mundo hispano por artistas como Raphael, Julio Iglesias, Luis Miguel, Il Divo o el brasileño Roberto Carlos, mientras en el mundo anglosajón se pueden destacar las figuras de Frank Sinatra o Barbra Streisand. Otros artistas destacables de esta etapa son los franceses Charles Aznavour y Serge Gainsbourg, la griega Nana Mouskouri o el italiano Domenico Modugno. 
Señalar por último la pervivencia en todo el siglo XX de un género mixto entre teatro, música popular y baile que, con orígenes en el XIX, conservará su fortaleza hasta nuestros días: el musical. Con epicentro creativo en Broadway (Nueva York) y West End (Londres), de la mano de autores como Leonard Bernstein o Andrew Lloyd Weber, el musical fructificó también en otras capitales europeas, latinoamericanas y asiáticas, y tuvo su reflejo también en el séptimo arte con adaptaciones o creaciones originales dentro del cine musical. 

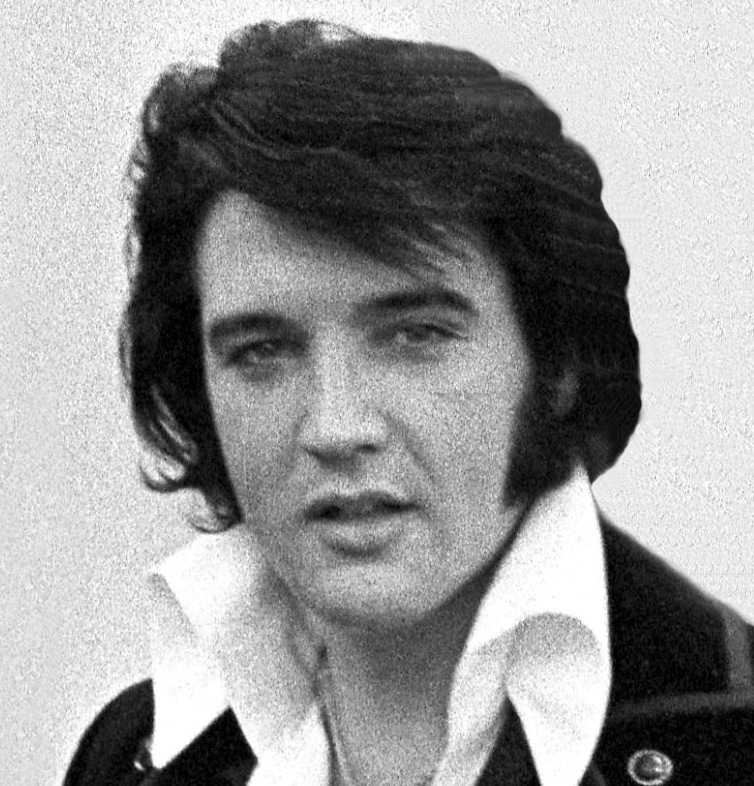
Elvis Presley, artista icono del rock and roll.

#### El pop y el rock

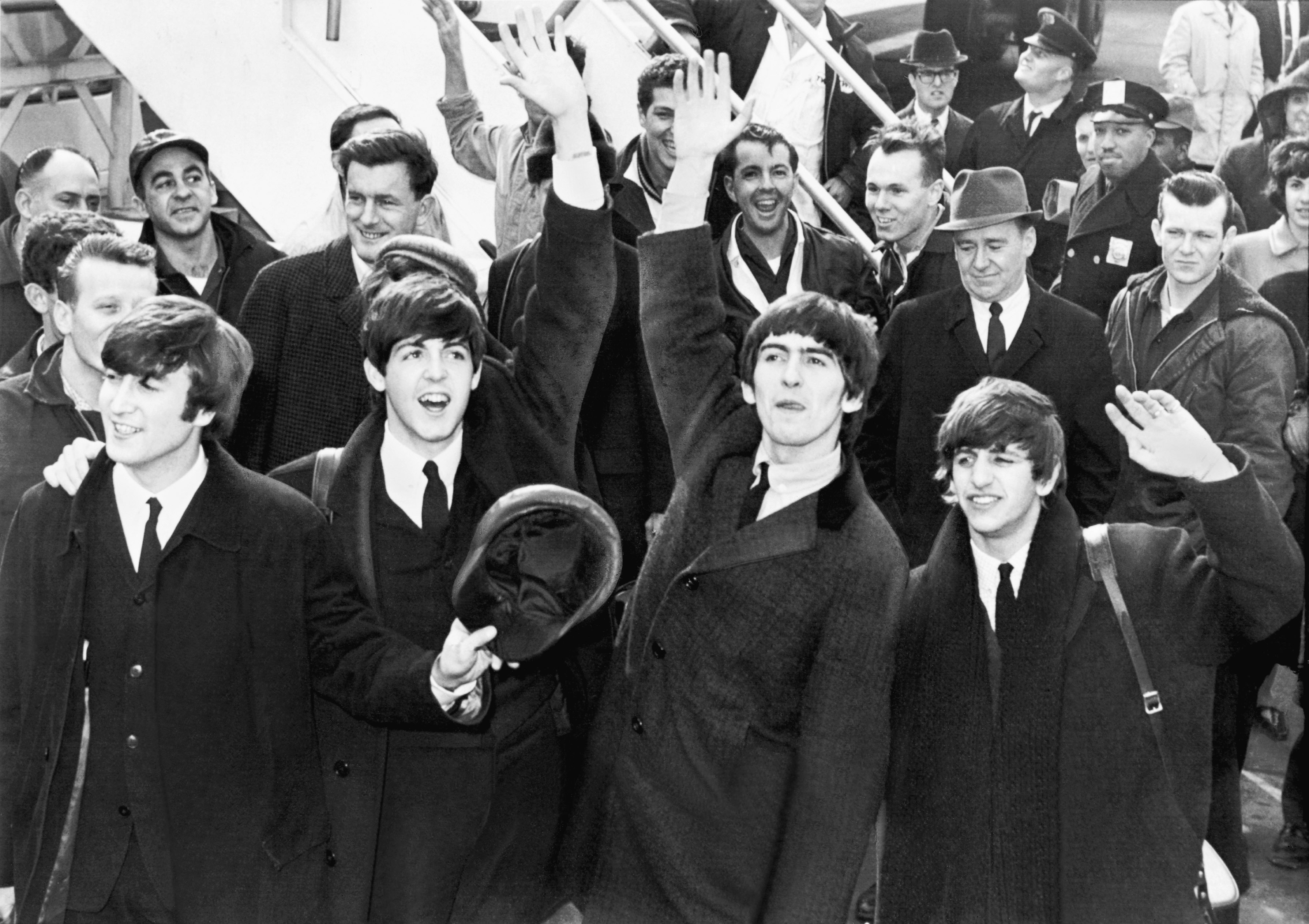
The Beatles.

El rock and roll nació en los años 50 como una música animada y de ritmo rápido que surgía fundamentalmente de un maridaje interracial entre el rhythm and blues negro y el country blanco. Pioneros de este género fueron mayormente artistas de color como Chuck Berry o Little Richard, aunque también cantantes blancos como Bill Haley y especialmente Elvis Presley, que llevaría el fenómeno del rock and roll a sus máximas cotas de popularidad. El nuevo género, que arraigó fundamentalmente entre la gente joven, se combinaría en la década siguiente con otros estilos de música popular dando lugar a una serie de variantes conocidas genéricamente como rock, que terminarían expandiéndose por los cinco continentes.
En la década de los 60, las figuras dominantes del rock primigenio estadounidense tuvieron que ceder protagonismo ante el avance de una nueva oleada de grupos británicos que habían recibido la influencia del rock and roll. Bandas como The Beatles, The Rolling Stones, The Who o The Animals, las cuales tuvieron respuesta en Norteamérica con grupos como The Beach Boys o The Byrds, contribuirían notablemente a la evolución del rock y al surgimiento de la nueva cara de la música popular blanca: la música pop. Por otra parte, al final de la década artistas estadounidenses como Jimi Hendrix o The Doors también jugarían un papel fundamental en el desarrollo de la música rock. Al mismo tiempo, se consolidaron nuevas tendencias entre los norteamericanos de color, como el soul y el funk, con la figura destacada de James Brown. Se produjo también en Estados Unidos un revival de la música folk con la canción protesta, representada entre otros por Bob Dylan.
Los años 70 vieron nacer nuevos estilos, como el hard rock (una variante del rock más dura y de guitarras eléctricas más distorsionadas), el reggae de origen jamaicano, el rock progresivo, el punk, el hip hop, la música disco (que dominó las pistas de baile), o los primeros pasos de la música electrónica en el ámbito de lo popular, donde despuntarán compositores como Jean-Michel Jarre o Vangelis. Al nivel más comercial, los mayores éxitos pertenecieron a artistas pop como Elton John o el grupo sueco ABBA y a bandas como Led Zeppelin, Queen o Pink Floyd. Al mismo tiempo alcanzaban repercusión internacional nuevos ritmos latinos como la salsa cubana o la bossa nova brasileña, y, en distintas zonas del mundo, emergían estilos que mezclaban elementos del pop/rock occidental con la música popular local (así toman forma el Afropop, el rock latino, el J-Pop, el pop ruso, etc.). Por último, fue esta década la época dorada de la canción de autor en países del sur de Europa (España, Francia, Italia...) y Latinoamérica.

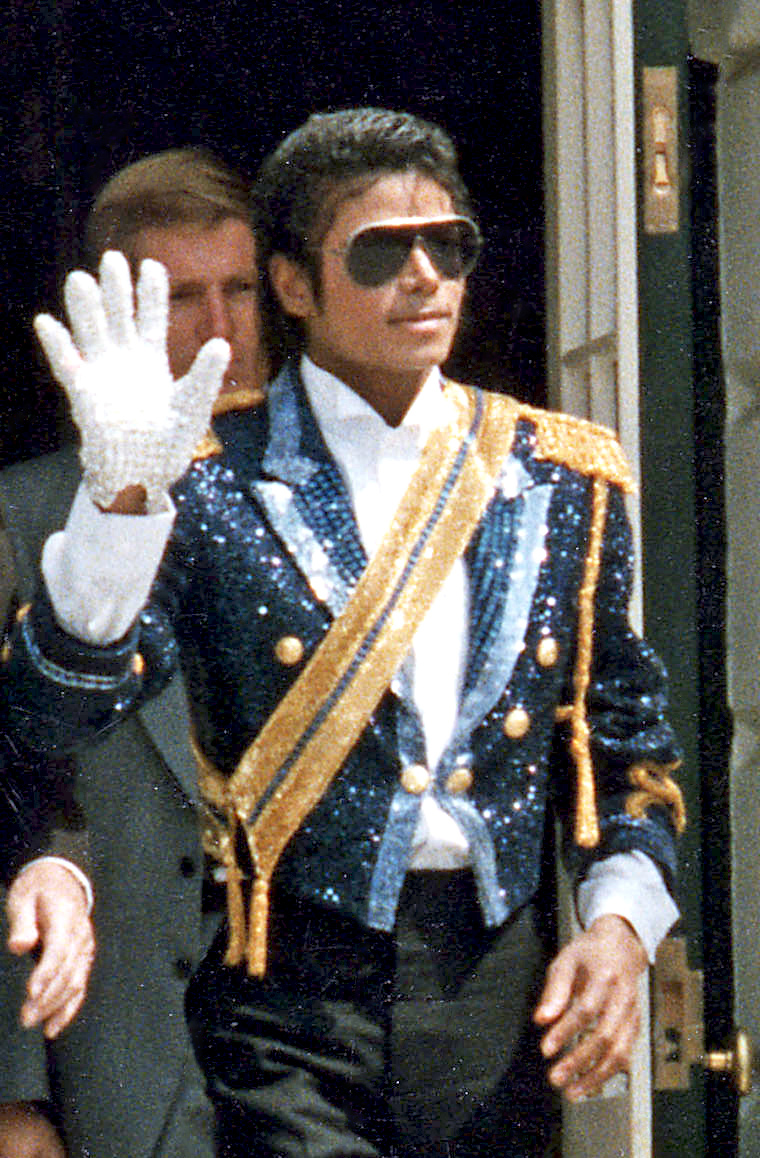
Michael Jackson.

La incorporación de los sonidos sintetizados y la popularidad del videoclip marcaron la estética de la música pop de los 80, donde destacaron figuras como Michael Jackson, Madonna, Whitney Houston, o Prince junto a grupos pop-rock europeos de una nueva ola (New Wave) que buscaban sonidos alternativos, como U2 o The Police. En las discotecas, la música disco dejaba paso a la música electrónica de baile como el post-disco, el house o el techno. Entre los amantes de la música lenta y relajante se consolidaba el new age y, en el otro extremo del espectro musical, el heavy metal alcanzaba su mayor popularidad a ambos lados del Atlántico.
En los años 1990, el grunge de Nirvana y el rock alternativo comparten protagonismo con el britpop de Blur y Oasis en las listas de éxitos, mientras la escena EDM, vinculada a las pistas de baile, desarrolla una cada vez más variada prole de subgéneros electrónicos (trance, drum and bass, chill-out...). Una multiplicación similar se consolida desde la década anterior en el ámbito del heavy metal, con derivaciones como el thrash metal (liderado por la banda Metallica) y otros subgéneros como el metal progresivo o el death metal. Con todo, las ventas de discos en esta década estarán lideradas por artistas musicalmente más conservadores como Mariah Carey y otras estrellas angloamericanas del pop melódico. 
La música popular entra así finalmente en el siglo XXI con un amplio bagaje a sus espaldas, caracterizado por la multitud de géneros y estilos que han ido tomando forma década tras década, alcanzando a gente de distintas culturas, edades, ideologías y extracciones sociales a lo largo y ancho de todo el mundo.